# Catacamas (kommun)
Catacamas är en kommun i Honduras.   Den ligger i departementet Departamento de Olancho, i den centrala delen av landet, 160 km nordost om huvudstaden Tegucigalpa. Antalet invånare är 79 184.